# Паніпурі
Паніпурі (panipuri) — традиційний вид індійської закуски у вигляді хрустких порожнистих кульок, наповнених різноманітною начинкою, є однією з найпоширеніших вуличних страв в Індії, Бангладеш, Пакистані, Непалі; один з основних різновидів вегетаріанської вуличної їжі Південної Азії.

## Склад
Складається з
- Манної крупи
- Борошна
- Солі
- Розпушувачу (соди)
- Води
- Олії

## Приготування
Тісто розділяють на невеликі кульки, розміром з куряче яйце і обсмажують на олії. Зазвичай перед споживанням кульку протикають пальцем і наповнюють сумішшю ароматизованої води (відомої як імлі пані), татні чатні, порошку чилі, чаат масала, картопляного пюре, цибулі або нуту.

## Історія
Історик кулінарії Пушпеш Пант вважає, що паніпурі виникла в Північній Індії (поблизу сучасних штатів Уттар-Прадеш і Біхар) приблизно 100-125 років тому. На його думку, паніпурі виникла з Raj-Kachori. Хтось зробив менший Пурі і зробив з нього пурі Пані. Паніпурі поширилася на решту Індії в 20 столітті

## Галерея

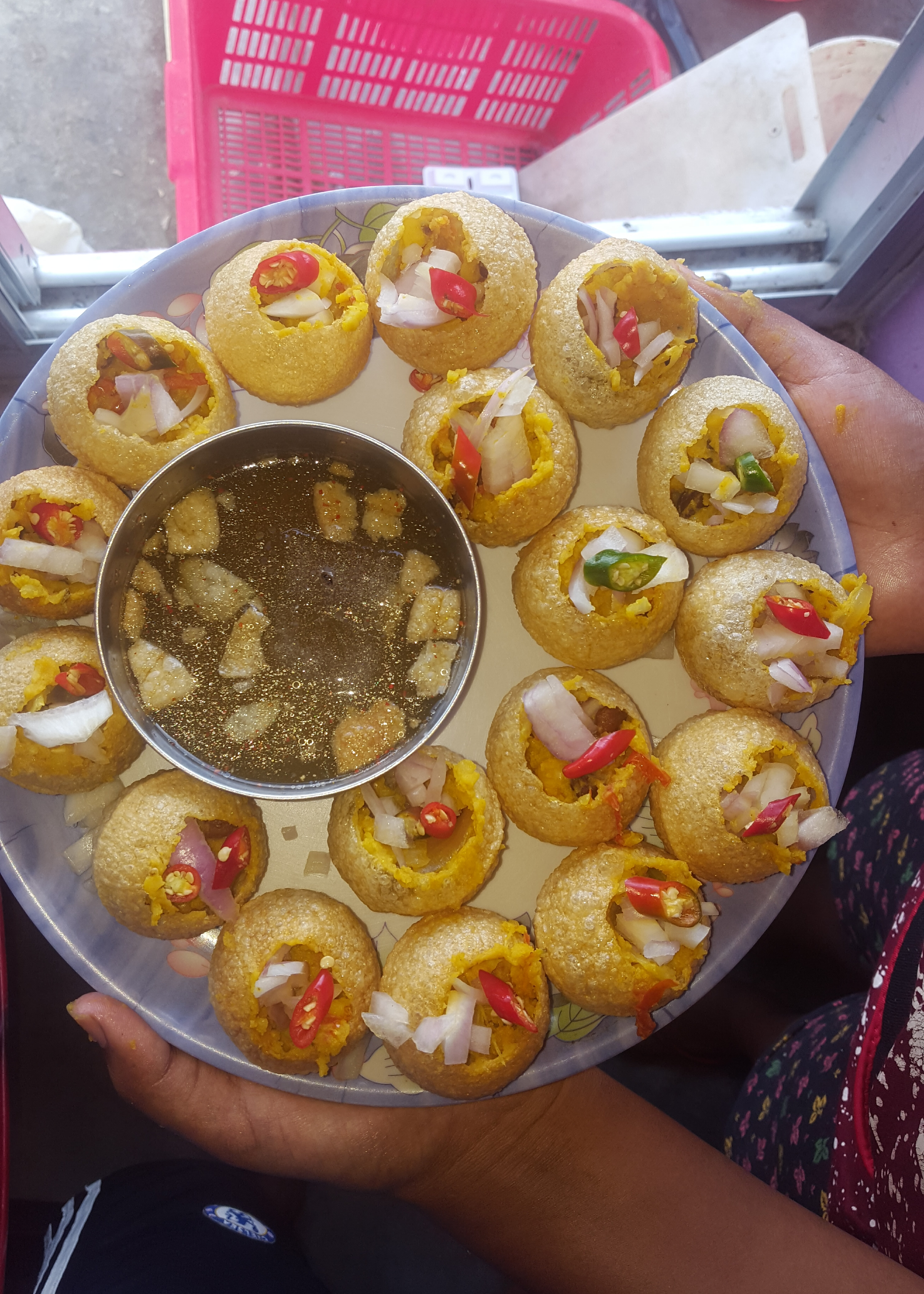
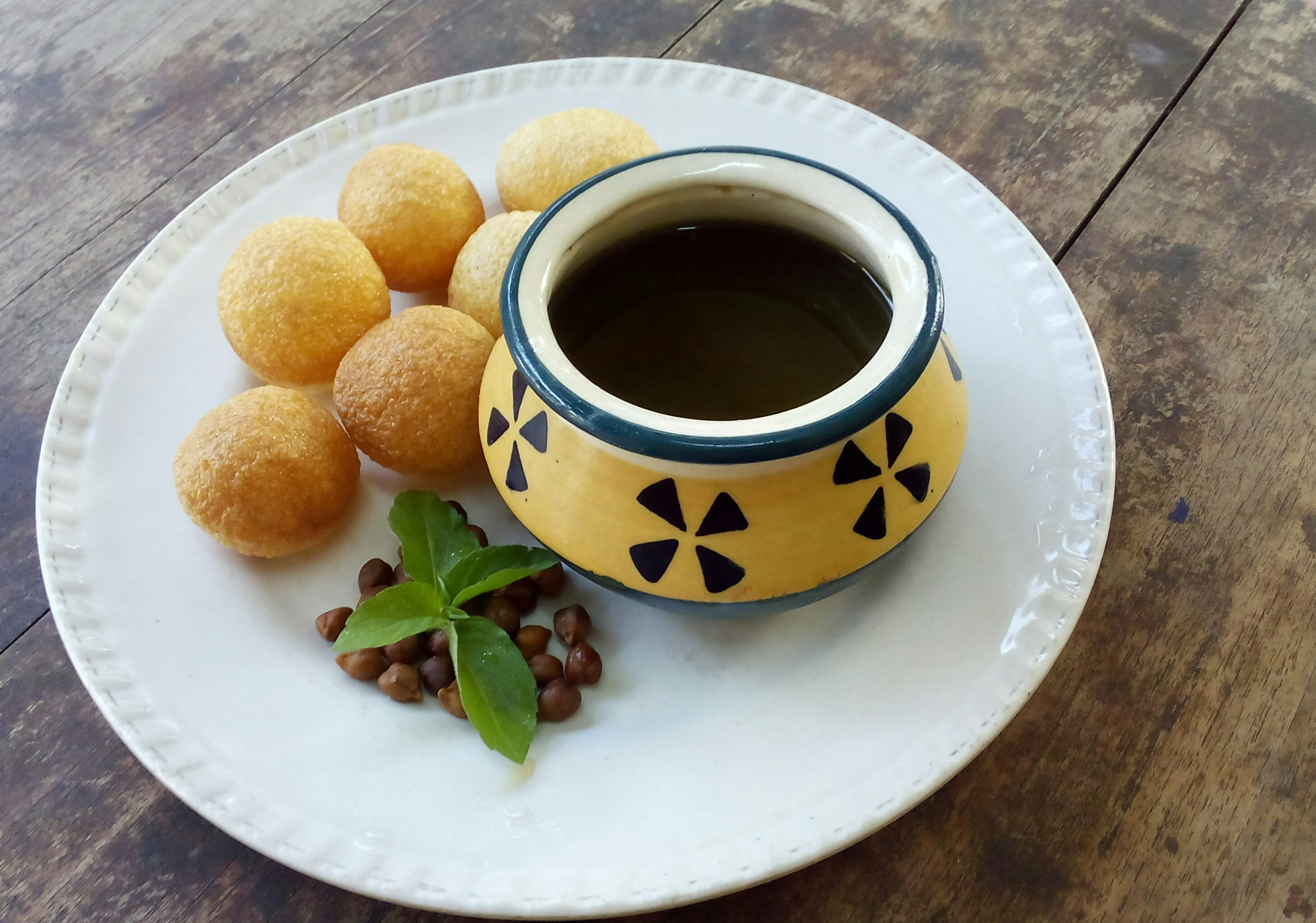
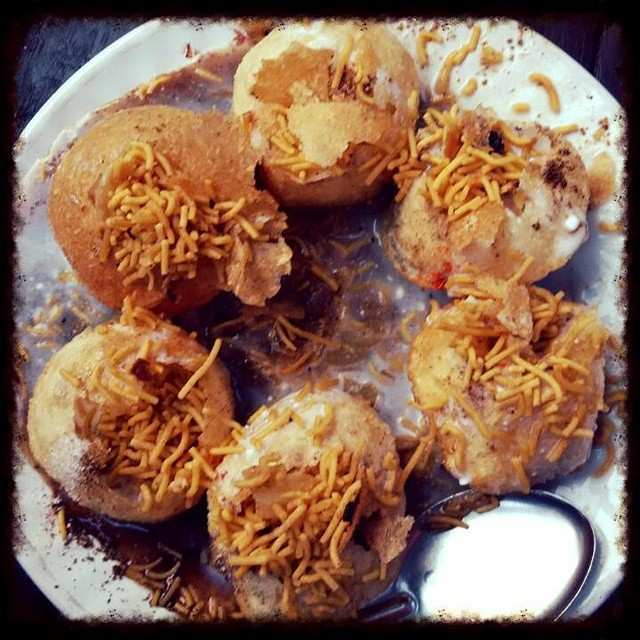
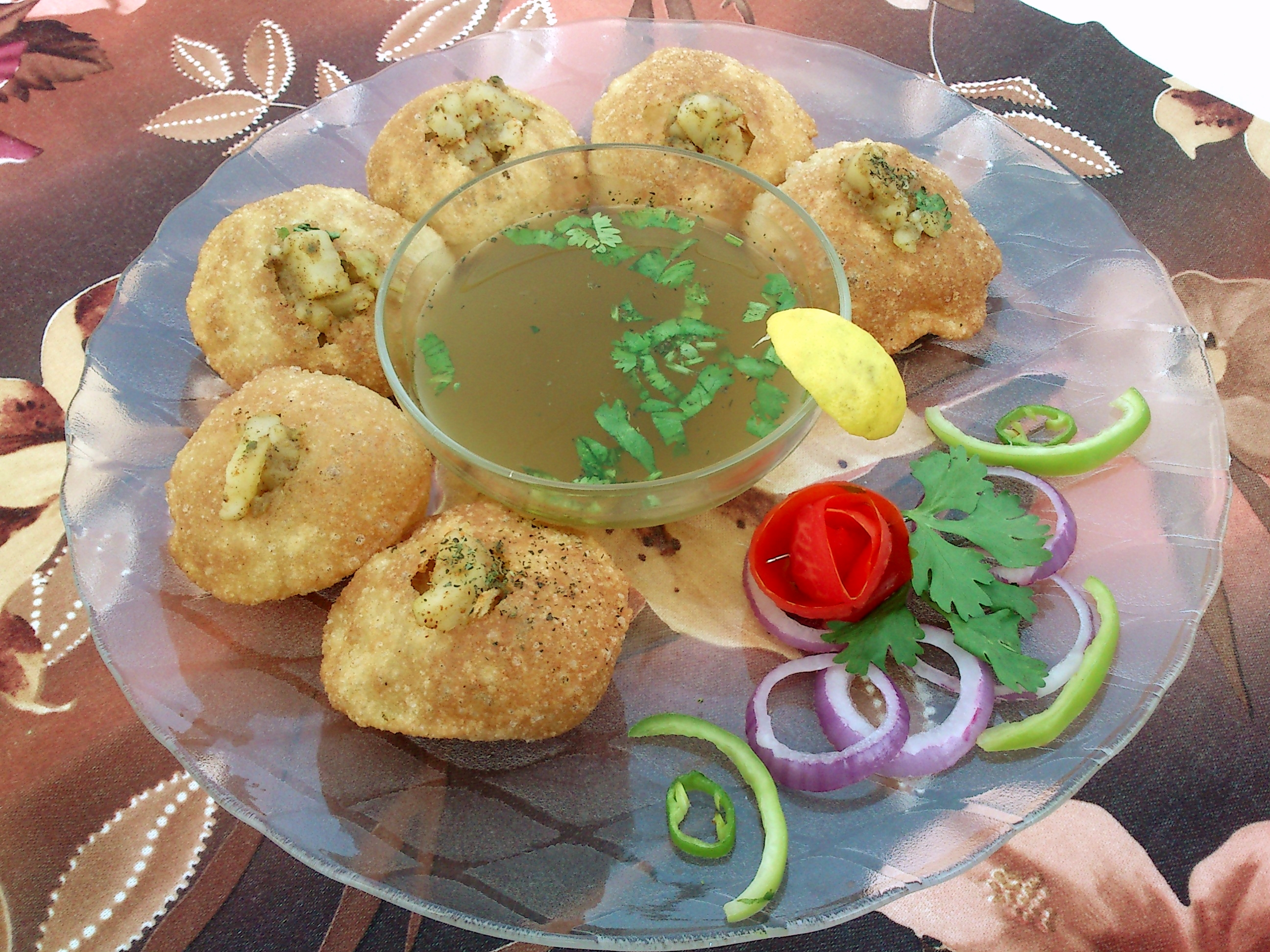
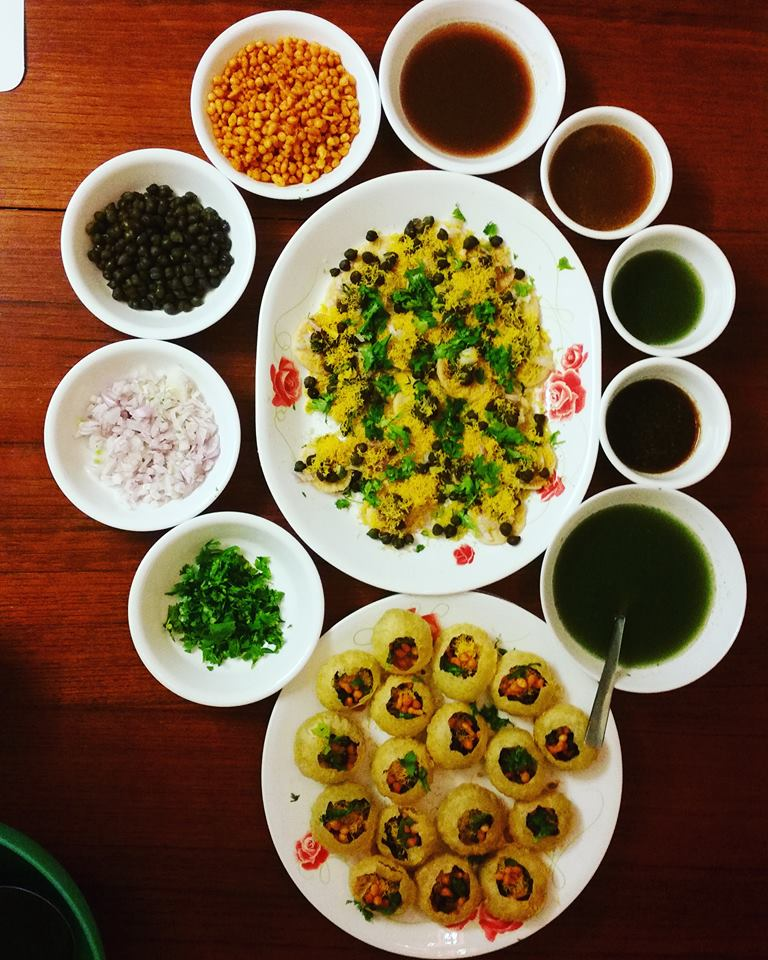